# La Vraie Religion
La Vraie Religion (en allemand : Die Wahre Religion, ou Lies! : « lis ! »), est une organisation islamiste allemande connue pour la distribution d’exemplaires du Coran en langue allemande. En novembre 2016, l'organisation a été interdite par le gouvernement allemand, qui l'a accusée de recruter des djihadistes pour aller combattre en Syrie et en Irak.
C'est une organisation salafiste.

## Campagne de distribution de Corans
L'organisation est essentiellement connue pour sa campagne de distribution de Corans en allemand dans toute l'Allemagne et également dans les régions germanophones de Suisse. Cette campagne est connue sous le nom de Lies.

## Perquisitions de novembre 2016
Un prédicateur salafiste irakien de 32 ans connu sous le nom d'Abou Walaa vivant à Hildesheim, et membre de l'organisation, est arrêté le 8 novembre 2016. À la suite de cette arrestation, la police allemande lance la semaine suivante une série d'actions contre le mouvement.
À partir du 15 novembre 2016, les autorités effectuent 190 perquisitions dans toute l'Allemagne. Selon des sources gouvernementales, 140 des membres de l'organisation seraient connus pour avoir combattu au sein de l'État islamique en Irak ou en Syrie,.